# Ralph Brown (acteur)
Ralph William John Brown (Cambridge, 18 juni 1957) is een Brits acteur.

## Biografie
Brown werd geboren in Cambridge. 
Brown begon in 1982 met acteren in de film The Merry Wives of Windsor, waarna hij nog in meer dan 100 films en televisieseries speelde. 
Brown is in 1992 getrouwd met actrice Jenny Jules. Hij is lid van de Beach Boys tributeband Brighton Beach Boys.

## Filmografie

### Films
Selectie:
- 2019 Gemini Man - als Del Patterson
- 2018 Final Score - als Chief Commander Steed
- 2016 Jackie - als Dave Powers
- 2013 Jack the Giant Slayer - als generaal Entin
- 2012 Tower Block - als Neville
- 2012 Dark Tide - als Brady Ross
- 2010 The Boat That Rocked - als Bob
- 2007 The Contractor - als Jeremy Collins
- 2004 Exorcist: The Beginning - als sergeant majoor
- 1999 Star Wars: Episode I: The Phantom Menace - als Ric Olié
- 1997 Amistad - als lieutenant Gedney
- 1993 Wayne's World 2 - als Del Preston
- 1992 The Crying Game - als Dave
- 1992 Alien³ - als Francis '85' Aaron
- 1991 Impromptu - als Eugène Delacroix
- 1989 Diamond Skulls - als Jack
- 1989 Scandal - als Paul Mann
- 1988 Buster - als Ronnie Biggs
- 1987 Withnail and I - als Danny

### Televisieseries
Selectie:
- 2024 Sexy Beast - als Roger Riley - 3 afl.
- 2021-2023 Godfather of Harlem - als president Lyndon B. Johnson - 4 afl.
- 2015-2017 TURN - als generaal Henry Clinton - 12 afl.
- 2017 Genius - als Max Planck - 6 afl.
- 2015 Agent Carter - als dr. Ivchenko - 4 afl.
- 2015 Legends - als Terrence Graves - 10 afl.
- 2014 Babylon - als Grant Delgado - 5 afl.
- 2014 The Assets - als Wallace Austin - 8 afl.
- 2010-2013 Him & Her - als Nigel - 8 afl.
- 2007 Nearly Famous - als Dominic Soloman - 5 afl.
- 2007 Cape Wrath - als Wintersgill - 8 afl.
- 2006 Cattle Drive - als Truesdale - 4 afl.
- 2005 Coronation Street - als Barney - 4 afl.
- 2005 Nighty Night - als Jacques - 6 afl.
- 2000 Lock, Stock... - als Miami Vice - 7 afl.
- 2000 Lexx: The Dark Zone - als Duke - 4 afl.
- 1999 Extremely Dangerous - als Joe Connor - 4 afl.
- 1997 Ivanhoe - als prins John - 6 afl.
- 1989 Rules of Engagement - als Mick Rendall - 5 afl.
- 1985-1986 The Bill - als P.C. Muswell - 11 afl.

### Computerspellen
- 2022 Lego Star Wars: The Skywalker Saga - als Ric Olié (stem)

- Biblioteca Nacional de España: XX4907324
- Gemeinsame Normdatei: 142299553
- International Standard Name Identifier: 0000 0001 1499 6839
- Library of Congress Control Number: n2008055480
- MusicBrainz: 43a91b17-2ef4-47d0-9257-7c86b83d691a
- Nationale Bibliotheek van Tsjechië: xx0172500
- Nationale Bibliotheek van Polen: a0000002281738
- Virtual International Authority File: 162839893
- WorldCat: E39PBJjRY9QxkwMrRdcCFYYdcP